# Видертська сільська рада
Видертська сільська рада — адміністративно-територіальна одиниця та орган місцевого самоврядування у Камінь-Каширському районі Волинської області з адміністративним центром у с. Видерта.
05.02.1965 Указом Президії Верховної Ради Української РСР передано Видертську сільраду Любешівського району Волинської області до складу Камінь-Каширського району.

## Населені пункти
Сільській раді підпорядковані населені пункти:
- с. Видерта

## Населення
Згідно з переписом УРСР 1989 року чисельність наявного населення сільської ради становила 2265 осіб, з яких 1121 чоловік та 1144 жінки.
За переписом населення України 2001 року в сільській раді мешкало 2300 осіб.

### Мова
Розподіл населення за рідною мовою за даними перепису 2001 року:
| Мова       | Відсоток |
| ---------- | -------- |
| українська | 99,83 %  |
| російська  | 0,13 %   |
| білоруська | 0,04 %   |

## Склад ради
Рада складається з 18 депутатів та голови.

## Керівний склад сільської ради
| ПІБ                           | Основні відомості                                                             | Дата обрання | Дата звільнення |
| ----------------------------- | ----------------------------------------------------------------------------- | ------------ | --------------- |
| Цигипало Галина Григорівна    | Сільський голова, 1951 року народження, освіта, позапартійна                  | 26.03.2006   | 18.08.2008      |
| Приведенець Михайло Панасович | Сільський голова, 1959 року народження, освіта, безпартійний                  | 15.03.2009   | 31.10.2010      |
| Євчук Михайло Арсентійович    | Сільський голова, 1967 року народження, освіта середня загальна, безпартійний | 31.10.2010   |                 |

Примітка: таблиця складена за даними джерела